# Že

Že in isolierter Form

Že, persisch ژه, ist ein Buchstabe des persischen Alphabets, der jedoch nicht zum arabischen Alphabet gehört. Er wurde von den Persern zur Schreibung des weichen „sch“-Lautes (wie J in „Journal“) hinzugefügt, der im Hocharabischen fehlt. In derselben Funktion gehörte das Že auch zu dem bis 1928 im Türkischen benutzten osmanisch-türkischen Alphabet (siehe Osmanische Sprache). Das Že entspricht in seiner Grundform den arabischen Buchstaben Rā bzw. Zāy, jedoch mit drei Punkten darüber. Das Že hat keinen Zahlenwert.

## Že in Unicode
| Unicode Codepoint | U+0698            |
| Unicode-Name      | ARABIC LETTER JEH |
| HTML              | &#1688;           |
| ISO 8859-6        | nicht vorhanden   |